# Ралли Эстонии

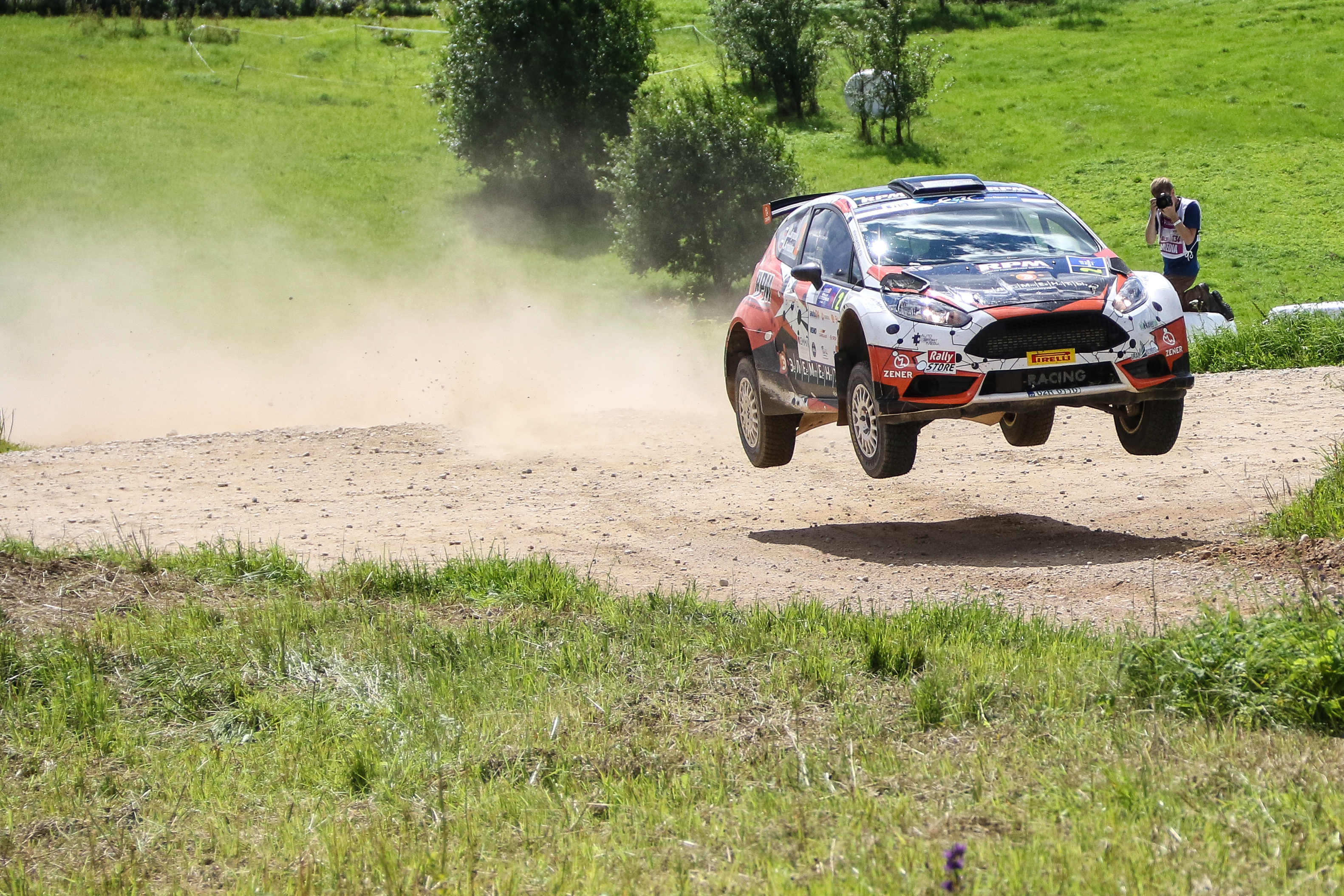
Алексей Лукьянюк (2016)

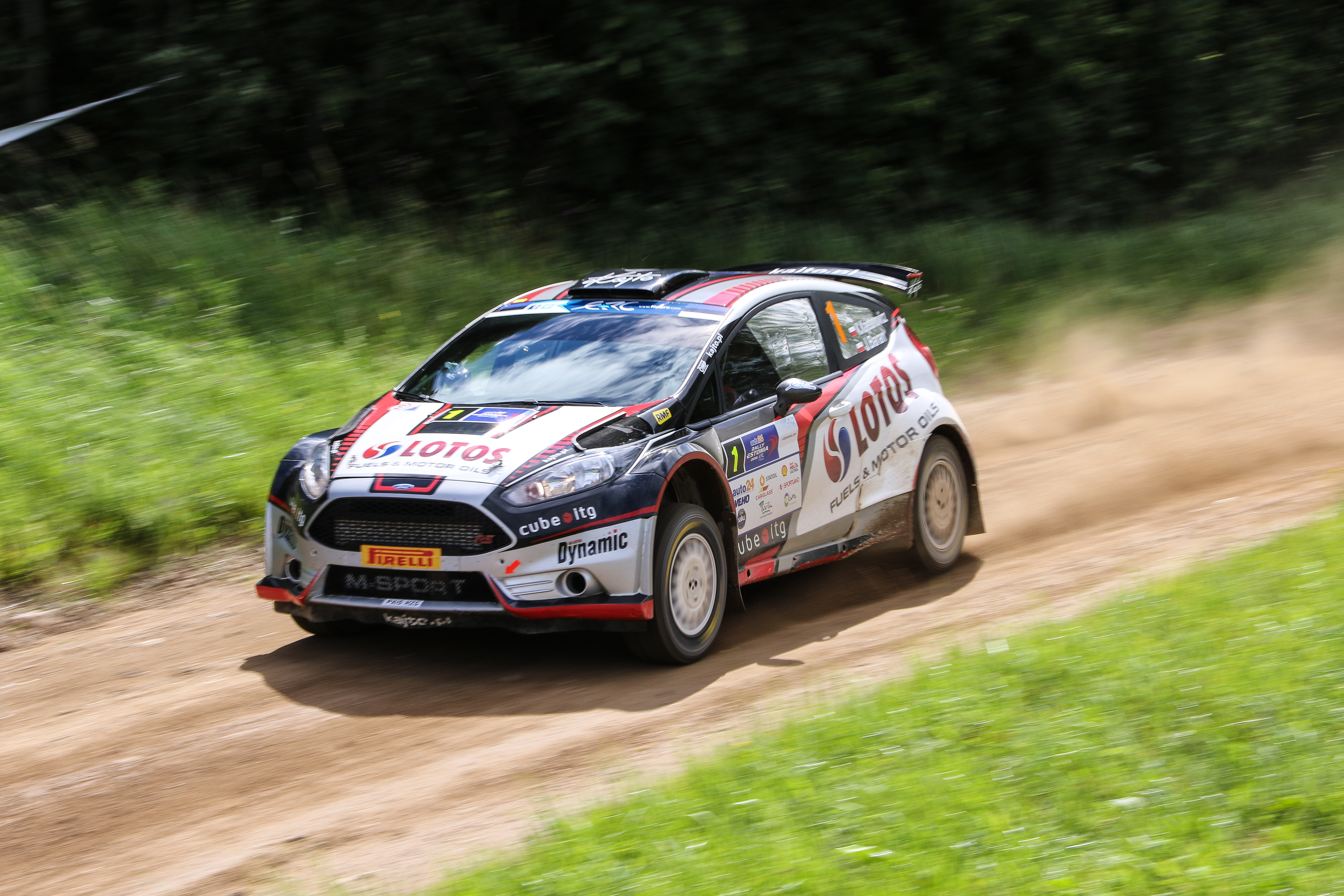
Каетан Каетанович (2016)

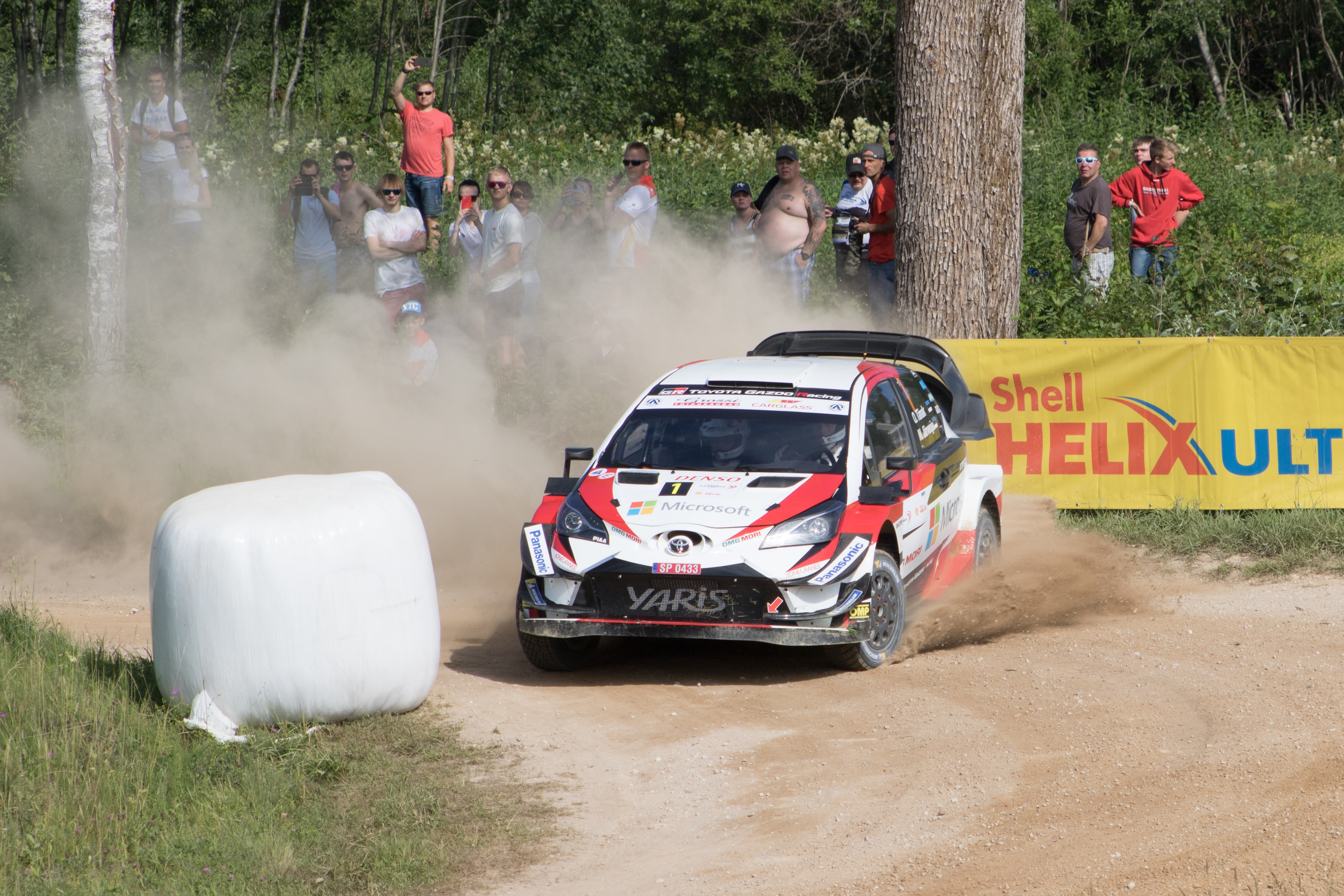
Отт Тянак (2018)

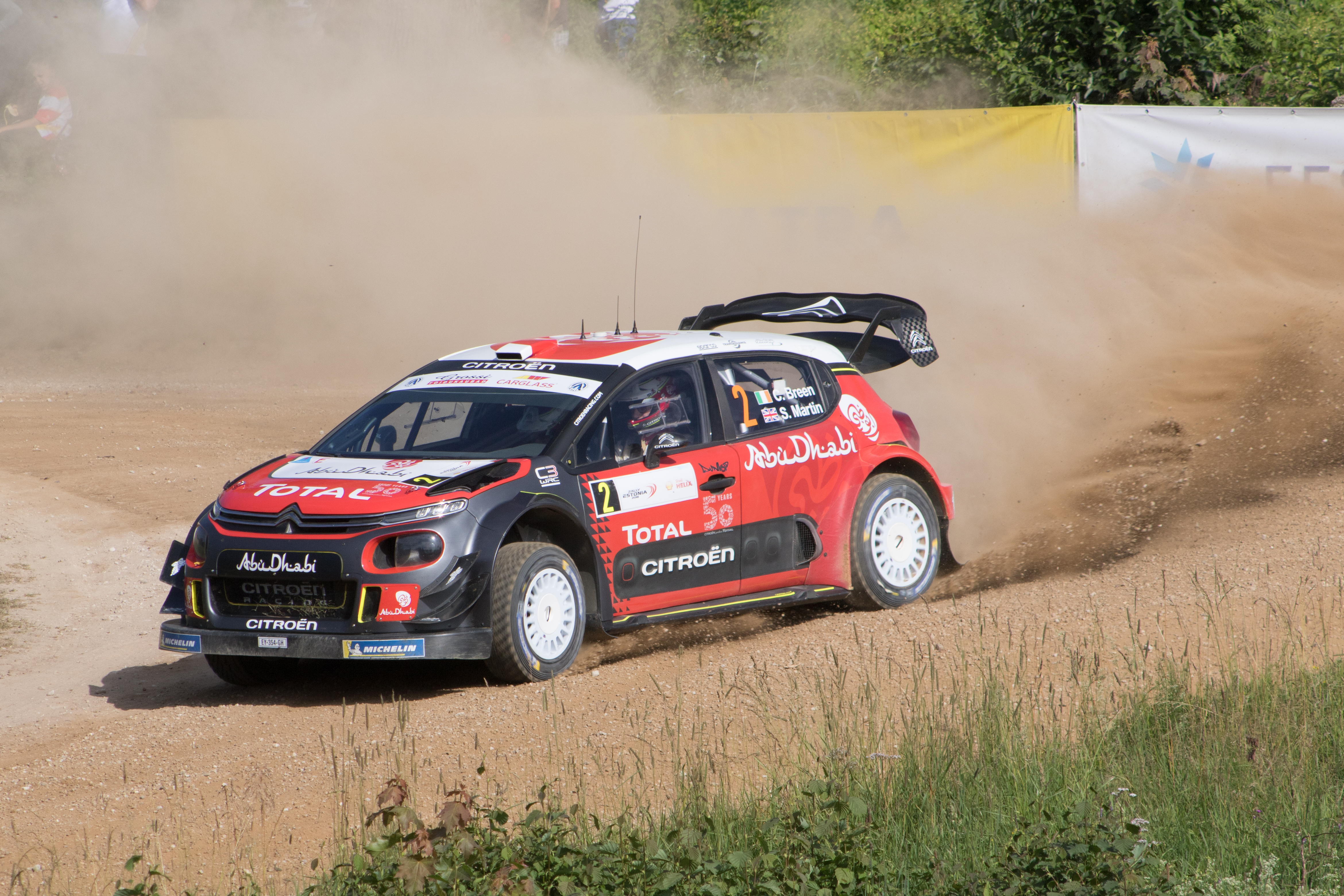
Крейг Брин (2018)

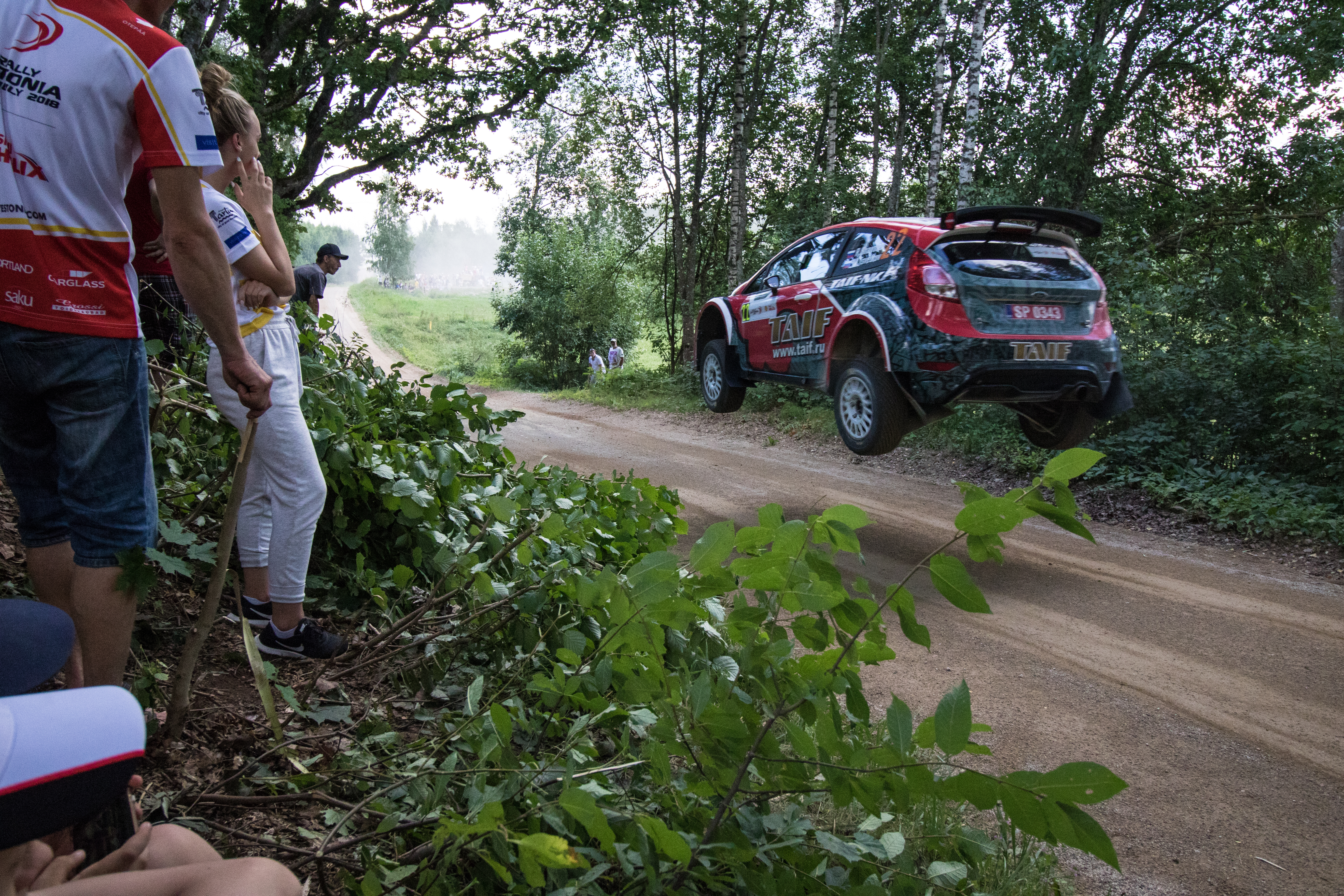
Радик Шаймиев (2018)

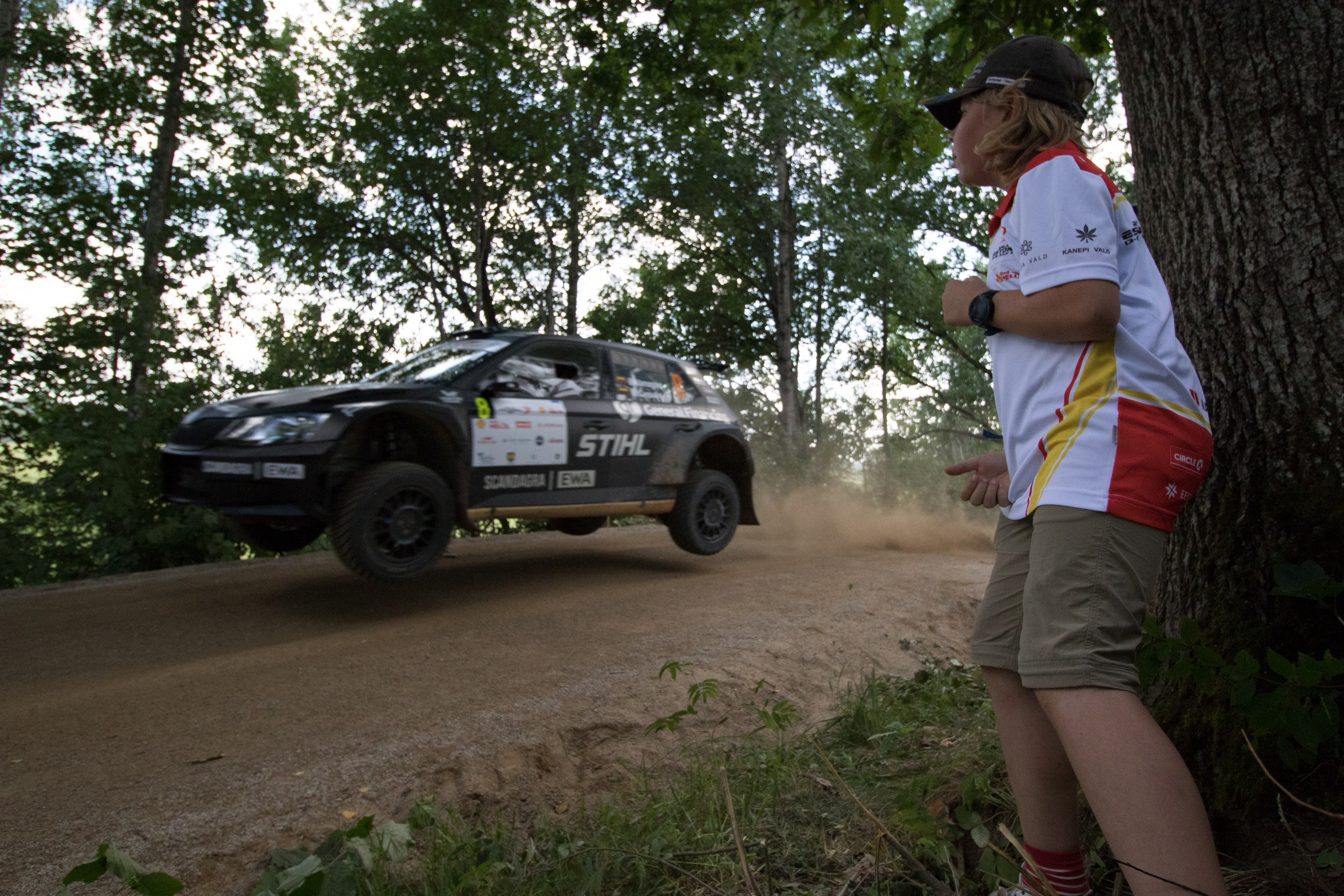
Бенедиктас Ванагас

Ралли Эстонии (эст. Rally Estonia) — раллийная гонка, проходящая на территории Эстонии с 2010 года. Это наиболее значимое автоспортивное событие на территории этого государства. В 2014-16 годах — этап чемпионата Европы. С 2020 года находится в календаре чемпионата мира. В большой степени это стало возможным из-за успехов в мировом первенстве эстонского гонщика Отта Тянака, которые поспособствовали значительному росту зрительского интереса в этой стране. Он же является обладателем наибольшего количества побед на данном ралли — четыре. Кроме того, Тянак стал первым победителем эстонского этапа и в рамках чемпионата Европы, и в рамках чемпионата мира.
В рамках чемпионата мира наибольшее количество побед (3) одержал финн Калле Рованперя (в 2021—2023 гг.).

## История
Первое Ралли Эстонии стартовало 16 июля 2010 года под названием Mad-Croc Rally Estonia в рамках чемпионата Эстонии. Победителем стал Маркко Мартин, выигравший к тому же все спецучастки. Мартин был пилотом чемпионата мира с 2000 по 2005 годы, но завершил спортивную карьеру после гибели своего штурмана Майкла Парка на Ралли Великобритании 2005 года. Ралли Эстонии стало для него первой гонкой за четыре года. Мадс Остберг одержал две подряд победы в 2011 и 2012 годах на Ford Fiesta RS WRC.
В 2014 году соревнование стало этапом чемпионата Европы по ралли. Победу одержал местный пилот Отт Тянак на Ford Fiesta R5, а вторым стал Алексей Лукьянюк. По итогам сезона Ралли Эстонии было удостоено награды "Ралли года ERC" (ERC Rally of the Year). 2015 год был ознаменован тем, что победа досталась Алексею Лукьянюку, выступающему на Mitsubishi Lancer Evo X R4 (категория ERC-2), а использующий более мощную Ford Fiesta R5 Каетан Каетанович остался только вторым. На следующий год Лукьянюк был близок к тому, чтобы отстоять свою победу, но на предпоследнем спецучастке вылетел с трассы и триумфатором стал латвиец Ральф Сирмацис на Škoda Fabia R5.
После годичного перерыва соревнование вновь было проведено в 2018 году, но уже не в рамках чемпионата Европы. Большинство команд чемпионата мира использовали Ралли Эстонии как подготовку к схожему по конфигурации Ралли Финляндии. Именно здесь состоялся дебют Toyota Yaris WRC вне рамок чемпионата мира и именно на этом автомобиле победителем стал любимец местной публики Отт Тянак. Он же выиграл и на следующий год, когда Ралли Эстонии уже официально стало кандидатом на участие в чемпионате мира. В состязании приняли участие все производители чемпионата мира. Посещаемость выросла на 25% по сравнению с прошлым годом и мероприятие посетили около 52 тысяч человек. И более 100 стран закупили права на трансляцию по телевидению. Кроме того, высока была и популярность в социальных сетях: практически 26 миллионов просмотров. Также на официальном канале WRC (и прочих) было зафиксировано около 2,7 миллионов просмотров видеороликов с данного соревнования. 
По первоначальным планам Ралли Эстонии должно было стать частью календаря чемпионата мира с 2022 года, но разразившаяся в 2020 году эпидемия коронавируса и объявленная вслед за этим пандемия, внесла существенные коррективы. На тот момент были завершены только три этапа. А потом одно за другим последовали объявления об отменах большей части остальных этапов. В сложившихся обстоятельствах организаторы чемпионата были вынуждены сообщить, что они рассматривают возможность добавления в расписание соревнований, которые не входили в первоначальный календарь. Эстония входила в число стран, выразивших заинтересованность в проведении мероприятия. 
2 июля 2020 года было официально объявлено, что Ралли Эстонии дебютирует в мировом первенстве в начале сентября и это станет возвращением чемпионата мира после полугодового перерыва, а также юбилейным 600-м этапом. Очевидным фаворитом был уже трижды побеждавший на родной земле Отт Тянак, и он полностью оправдал все прогнозы, опередив на 22 секунды своего напарника Крейга Брина. Кроме всего прочего, это была первая для Тянака победа за команду Hyundai. Само же соревнование было высоко оценено многими членами ФИА, что поспособствовало его включению и в расписание следующего сезона.

## Победители
| 2010 | Маркко Мартин    | Ford Focus RS WRC 03    |               |               |               |               |
| 2011 | Мадс Остберг     | Ford Fiesta RS WRC      |               |               |               |               |
| 2012 | Мадс Остберг     | Ford Fiesta RS WRC      |               |               |               |               |
| 2013 | Георг Гросс      | Ford Focus RS WRC 08    |               |               |               |               |
| 2014 | Отт Тянак        | Ford Fiesta R5          | ERC           |               |               |               |
| 2015 | Алексей Лукьянюк | Mitsubishi Lancer Evo X | ERC           |               |               |               |
| 2016 | Ральфс Сирмацис  | Škoda Fabia R5          | ERC           |               |               |               |
| 2017 | Не проводился    | Не проводился           | Не проводился | Не проводился | Не проводился | Не проводился |
| 2018 | Отт Тянак        | Toyota Yaris WRC        |               |               |               |               |
| 2019 | Отт Тянак        | Toyota Yaris WRC        |               |               |               |               |
| 2020 | Отт Тянак        | Hyundai i20 Coupe WRC   | WRC           |               |               |               |
| 2021 | Калле Рованперя  | Toyota Yaris WRC        | WRC           |               |               |               |
| 2022 | Калле Рованперя  | Toyota GR Yaris Rally1  | WRC           |               |               |               |
| 2023 | Калле Рованперя  | Toyota GR Yaris Rally1  | WRC           |               |               |               |

### Многократные победители
| Победы | Пилот           | Годы                   |
| ------ | --------------- | ---------------------- |
| 4      | Отт Тянак       | 2014, 2018, 2019, 2020 |
| 3      | Калле Рованперя | 2021-23                |
| 2      | Мадс Остберг    | 2011–2012              |